# Sander Moen Foss
Sander Moen Foss, né le 31 décembre 1998 à Barkåker en Norvège, est un footballeur norvégien qui évolue au poste de défenseur central au Lillestrøm SK.

## Biographie

### Débuts professionnels
Né à Barkåker en Norvège, Sander Moen Foss commence le football avec le club local du Barkåker IF puis il joue dans les division inférieurs du championnat norvégien, au Stokke IL (en), puis au FK Eik Tønsberg (en).
Il rejoint le Sandefjord Fotball en janvier 2016 et prend ensuite la direction du FK Tønsberg où il joue pendant deux saisons avant de faire son retour au Sandefjord Fotball en 2018, où il est cette fois intégré à l'équipe première.
Il joue son premier match d'Eliteserien, l'élite du football norvégien, le 16 juin 2020, lors de la première journée de la saison 2020, contre le Odds BK. Il est titularisé et son équipe s'impose par deux buts à un.
Le 3 février 2021, Foss prolonge son contrat avec Sandefjord, étant alors lié au club jusqu'en décembre 2023.
Nouveau capitaine du Sandefjord Fotball au début de l'année 2022, Foss se blesse gravement dès la deuxième journée de la saison 2022 d'Eliteserien, le 10 avril 2022 face au FK Bodø/Glimt (défaite 1-2 de Sandefjord). Touché au ligament croisé du genou droit, sa saison est dès lors terminée.
Durant son passage au Sandefjord Fotball, Foss s'est imposé comme un pilier et un leader de l'équipe.

### Lillestrøm SK
En janvier 2024, Sander Moen Foss rejoint le Lillestrøm SK, signant un contrat courant jusqu'en décembre 2026. En fin de contrat avec le Sandefjord Fotball, il rejoint ainsi Lillestrøm librement et le transfert est annoncé dès le 28 juillet 2023,.